# Distrito Escolar Cartwright

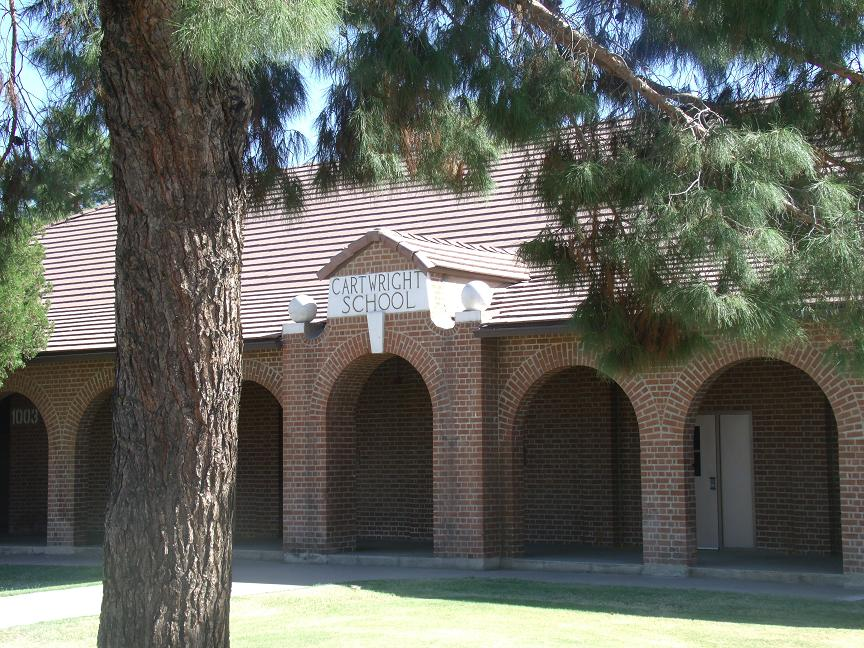
La antigua Cartwright School

El Distrito Escolar Cartwright #83 (Cartwright Elementary School District #83) es un distrito escolar del Condado de Maricopa, Arizona. Tiene su sede en Phoenix y sirve el área Maryvale. A partir de 2015, tiene 19.000 estudiantes y gestiona 20 escuelas: 12 escuelas primarias, cuatro escuelas medias, y cuatro escuelas K-8.
A partir de 2015 Dr. Jacob A. Chávez es el actual superintendente del distrito.

## Historia
El distrito abrió en 1921. La primera escuela del distrito, Cartwright School, abrió en 1884 y ganó un edificio nuevo en 1924.